# Јуришни топ
Јуришни топ или самохотка је топ или хаубица постављена на моторно возило или оклопну шасију, дизајнирана за употребу у директној артиљеријској потпори пешадији или нападу на другу пешадију или утврђене позиције. За разлику од класичних тенкова, јуришни топ по правилу нема ротирајућу куполу, па се нишањење врши усмеравањем целог возила ка мети.